# Campeonato Nacional de Futsal de la ANFP 2010
El Campeonato Nacional de Futsal de Chile 2010 fue el primer torneo profesional en Chile de fútbol sala. Fue organizado por la ANFP y participaron 10 equipos. Se inició el 8 de junio de 2010 y finalizó el 28 de julio del mismo año.

## Modalidad
Los diez equipos participantes se dividieron en dos grupos de cinco cada uno, donde disputaron una ronda de partidos de todos contra todos en el grupo, accediendo los dos mejores puntajes de cada grupo a la siguiente fase. En ella, los cuatro clasificados se enfrentaron entre sí en un único partido de semifinales: el primero del grupo A enfrentó al segundo del grupo B y el primero del grupo B enfrentó al segundo del grupo A, cuyos ganadores definían al campeón del torneo. Todos los partidos se disputaron en el Centro de Entrenamiento Olímpico (CEO).

## Equipos participantes[1]
| Nombre               | Ciudad                  | Fundación               |
| -------------------- | ----------------------- | ----------------------- |
| Audax Italiano       | La Florida, Santiago    | 30 de noviembre de 1910 |
| Cobresal             | El Salvador             | 5 de mayo de 1979       |
| Colo-Colo            | Macul, Santiago         | 19 de abril de 1925     |
| San Luis             | Quillota                | 8 de diciembre de 1919  |
| Lota Schwager        | Coronel, Concepción     | 10 de mayo de 1966      |
| Santiago Morning     | La Pintana, Santiago    | 16 de octubre de 1903   |
| Santiago Wanderers   | Valparaíso              | 15 de agosto de 1892    |
| Universidad Católica | Las Condes, Santiago    | 21 de abril de 1937     |
| Universidad de Chile | Ñuñoa, Santiago         | 24 de mayo de 1927      |
| Unión Española       | Independencia, Santiago | 18 de mayo de 1897      |

## Desarrollo

### Primera fase

#### Grupo 1
| Equipo           | Pts | PJ | PG | PE | PP | GF | GC | Dif |
| ---------------- | --- | -- | -- | -- | -- | -- | -- | --- |
| Colo-Colo        | 12  | 4  | 4  | 0  | 0  | 34 | 9  | 25  |
| Unión Española   | 9   | 4  | 3  | 0  | 1  | 29 | 21 | 8   |
| Santiago Morning | 6   | 4  | 2  | 0  | 2  | 27 | 26 | 1   |
| Audax Italiano   | 3   | 4  | 1  | 0  | 3  | 14 | 20 | -6  |
| San Luis         | 0   | 4  | 0  | 0  | 4  | 11 | 37 | -26 |

##### Fecha 1
| 8 de junio de 2010 | Santiago Morning                         | 7:5     | San Luis                                      | CEO, Santiago de Chile |  |
|                    | Moya · Huaiquipán · Lizama · Pino · Vera | Reporte | Campos · Jaramillo · Plaza · Césped · Vásquez |                        |  |

| 9 de junio de 2010 | Audax Italiano | 1:3     | Unión Española | CEO, Santiago de Chile |  |
|                    |                | Reporte |                |                        |  |

- Libre: Colo-Colo

##### Fecha 2
| 15 de junio de 2010 | San Luis | 2:7     | Audax Italiano              | CEO, Santiago de Chile |  |
|                     |          | Reporte | Sugasti · Vidal · ? · ? · ? |                        |  |

| 16 de junio de 2010 | Colo-Colo | 6:4     | Santiago Morning | CEO, Santiago de Chile |  |
|                     |           | Reporte |                  |                        |  |

- Libre: Unión Española

##### Fecha 3
| 29 de junio de 2010 | Unión Española | 12:4    | San Luis | CEO, Santiago de Chile |  |
|                     |                | Reporte |          |                        |  |

| 30 de junio de 2010 | Audax Italiano | 1:6     | Colo-Colo | CEO, Santiago de Chile |  |
|                     |                | Reporte |           |                        |  |

- Libre: Santiago Morning

##### Fecha 4
| 6 de julio de 2010 | Santiago Morning                        | 9:5     | Audax Italiano                      | CEO, Santiago de Chile |  |
|                    | Huaiquipán · Núñez · Díaz · Moya · Pino | Reporte | Pardo · Santibañez · Jelves · Vidal |                        |  |

| 7 de julio de 2010 | Colo-Colo                            | 9:4     | Unión Española                       | CEO, Santiago de Chile |  |
|                    | Pacheco · Recalde · Carrasco · Pérez | Reporte | Donadell · Saavedra · Moral · Gattás |                        |  |

- Libre: San Luis

##### Fecha 5
| 13 de julio de 2010 | Unión Española                                           | 11:7    | Santiago Morning         | CEO, Santiago de Chile |  |
|                     | Magaña · Saavedra · Salinas · Donadell · Mayo · Jorquera | Reporte | Moya · Pino · Huaiquipán |                        |  |

| 14 de julio de 2010 | San Luis | 1:13    | Colo-Colo | CEO, Santiago de Chile |  |
|                     |          | Reporte |           |                        |  |

- Libre: Audax Italiano

#### Grupo 2
| Equipo               | Pts | PJ | PG | PE | PP | GF | GC | Dif |
| -------------------- | --- | -- | -- | -- | -- | -- | -- | --- |
| Universidad Católica | 12  | 4  | 4  | 0  | 0  | 19 | 9  | 10  |
| Universidad de Chile | 7   | 4  | 2  | 1  | 1  | 18 | 14 | 4   |
| Santiago Wanderers   | 6   | 4  | 2  | 0  | 2  | 25 | 23 | 2   |
| Cobresal             | 3   | 4  | 1  | 0  | 3  | 17 | 22 | -5  |
| Lota Schwager        | 1   | 4  | 0  | 1  | 3  | 8  | 18 | -10 |

| 8 de junio de 2010 | Cobresal | 7:9 (1:5) | Santiago Wanderers | CEO, Santiago de Chile |  |
|                    |          | Reporte   |                    |                        |  |

| 9 de junio de 2010 | Universidad Católica | 2:1'    | Lota Schwager | CEO, Santiago de Chile |  |
|                    |                      | Reporte |               |                        |  |

| 15 de junio de 2010 | Santiago Wanderers                                                                    | 10:3 (3:1) | Lota Schwager                     | CEO, Santiago de Chile |  |
|                     | Opazo 12' 11'(P) · Flores 4' 13' 14' · Castillo 2' 3' · Schulz 19' · Cisternas 4' (P) | Reporte    | Godoy 14' · Hidalgo 9' (P) 8' (P) |                        |  |

| 16 de junio de 2010 | Cobresal | 3:5'    | Universidad de Chile | CEO, Santiago de Chile |  |
|                     |          | Reporte |                      |                        |  |

| 29 de junio de 2010 | Lota Schwager | 1:5'    | Cobresal | CEO, Santiago de Chile |  |
|                     |               | Reporte |          |                        |  |

| 30 de junio de 2010 | Universidad de Chile               | 3:5 (4:0) | Universidad Católica                                   | CEO, Santiago de Chile |  |
|                     | Jara 31' · Cocq ?' · González ?' · | Reporte   | Arriola 13' 14' · Ríos ?' · Acevedo ?' · Dittborn ?' · |                        |  |

| 6 de julio de 2010 | Universidad Católica                                               | 6:2 (3:1) | Cobresal                  | CEO, Santiago de Chile |  |
|                    | Dittborn ?' · Briones ?' · Ríos ?' · Aguilera ?' · Norambuena ?' · | Reporte   | Sepúlveda ?' · Lagos ?' · |                        |  |

| 7 de julio de 2010 | Universidad de Chile | 7:3'    | Santiago Wanderers | CEO, Santiago de Chile |  |
|                    |                      | Reporte |                    |                        |  |

| 13 de julio de 2010 | Santiago Wanderers        | 3:6'    | Universidad Católica                              | CEO, Santiago de Chile |  |
|                     | Flores ?' · Castillo ?' · | Reporte | Dittborn ?' · Ponce ?' · Hasbún ?' · Arriola ?' · |                        |  |

| 14 de julio de 2010 | Lota Schwager | 3:3'    | Universidad de Chile | CEO, Santiago de Chile |  |
|                     |               | Reporte |                      |                        |  |

## Segunda fase
|  | Semifinales                    | Semifinales                    |   |                                | Final                          | Final |  |
|  |                                |                                |   |                                |                                |       |  |
|  |                                |                                |   |                                |                                |       |  |
|  | 20 de julio, Santiago de Chile |                                |   |                                |                                |       |  |
|  | Colo-Colo                      | 0 (4)                          |   |                                |                                |       |  |
|  | Universidad de Chile           | 0 (5)                          |   |                                |                                |       |  |
|  |                                |                                |   |                                |                                |       |  |
|  |                                |                                |   |                                | 27 de julio, Santiago de Chile |       |  |
|  |                                |                                |   |                                | Universidad de Chile           | 5     |  |
|  |                                | Unión Española                 | 6 |                                |                                |       |  |
|  |                                |                                |   |                                |                                |       |  |
|  |                                |                                |   |                                |                                |       |  |
|  |                                |                                |   |                                | Tercer lugar                   |       |  |
|  | 21 de julio, Santiago de Chile | 21 de julio, Santiago de Chile |   | 27 de julio, Santiago de Chile | 27 de julio, Santiago de Chile |       |  |
|  | Universidad Católica           | 5 (3)                          |   | Colo-Colo                      | 2                              |       |  |
|  | Unión Española                 | 5 (4)                          |   |                                | Universidad Católica           | 3     |  |

## Semifinales
Se jugaron el 20 de julio de 2010. En la tabla se muestran los equipos según la localía en el partido de ida. En negrita los equipos clasificados a la final.
| Llave | Equipo local                      | Equipo visitante                  | Resultado     |
| ----- | --------------------------------- | --------------------------------- | ------------- |
| S1    | Colo-Colo (1º Grupo 1)            | Universidad de Chile (2° Grupo 2) | 0 (3) - 0 (5) |
| S2    | Universidad Católica (1º Grupo 2) | Unión Española (2º Grupo 1)       | 5 (3) - 5 (4) |

| 20 de julio de 2010 | Colo-Colo                         | 0:0 (0:0) (3 – 5 p.)       | Universidad de Chile                           | CEO, Santiago |  |
|                     |                                   | Reporte                    |                                                |               |  |
|                     |                                   | Tiros desde el punto penal |                                                |               |  |
|                     | Recalde · Pacheco · Pavez · ? · ? |                            | Cocq · Cortés · González · Olivares · Valencia |               |  |

| 20 de julio de 2010 | Universidad Católica                          | 5:5 (4:2) (3 – 4 p.)       | Unión Española                          | CEO, Santiago |  |
|                     | Dittborn · Cisternas · Arriola                | Reporte                    | Cisternas · Moral · Gattas · Saavedra   |               |  |
|                     |                                               | Tiros desde el punto penal |                                         |               |  |
|                     | Cisternas · ? · ? · Aguilera · Arriola · Ríos |                            | Mayo · ? · ? · Quezada · Magaña · Moral |               |  |

## Tercer lugar
| 28 de julio de 2010 | Colo-Colo              | 2:3 (?:?) | Universidad Católica                 | CEO, Santiago de Chile                     |                                            |
|                     | Yáñez ?' · Carrasco ?' | Reporte   | Cisternas ?' · Leal ?' · Dittborn ?' | Asistencia: 700 espectadores Árbitro(s): - | Asistencia: 700 espectadores Árbitro(s): - |

## Final
| 28 de julio de 2010 | Universidad de Chile | 5:6 (?:?) | Unión Española | CEO, Santiago de Chile                     |                                            |
|                     | - -'                 | Reporte   | - -'           | Asistencia: 700 espectadores Árbitro(s): - | Asistencia: 700 espectadores Árbitro(s): - |

### Campeón
| Campeón Unión Española 1º título |

## Goleadores Grupo 1
Fecha de actualización: 7 de julio
| Jugador              | Jugador               | Goles | Equipo           |
| -------------------- | --------------------- | ----- | ---------------- |
| Bandera de Chile     | Francisco Huaiquipán  | 12    | Santiago Morning |
| Bandera de Chile     | Jorge Recalde Ramírez | 6     | Colo-Colo        |
| Bandera de Chile     | Fabián Saavedra       | 5     | Unión Española   |
| Bandera de Argentina | Luis Pacheco Báez     | 5     | Colo-Colo        |

## Goleadores Grupo 2
Fecha de actualización: 7 de julio
| Jugador          | Jugador                  | Goles | Equipo             |
| ---------------- | ------------------------ | ----- | ------------------ |
| Bandera de Chile | Nelson Sepúlveda Moya    | 5     | Cobresal           |
| Bandera de Chile | Héctor Núñez Segovia     | 4     | Santiago Wanderers |
| Bandera de Chile | Jefferson Castillo Marín | 4     | Santiago Wanderers |
| Bandera de Chile | Manuel Flores Carvajal   | 4     | Santiago Wanderers |

## Premios[3]
| Premio                 | País  | Jugador              |
| ---------------------- | ----- | -------------------- |
| Goleador del Torneo    | Chile | Francisco Huaiquipán |
| Mejor arquero          | Chile | Ignacio González     |
| Mejor Director Técnico | Chile | Pedro Reyes          |